# Dmitri Medvedev
Dmitri Anatolevici Medvedev (în rusă: Дмитрий Анатольевич Медведев; n. 14 septembrie, 1965, Sankt Petersburg) este un politician rus, care ocupă funcția de vicepreședinte al Consiliului de Securitate al Rusiei, condus de Vladimir Putin. A fost președinte al Federației Ruse din 7 mai 2008 până la data de 7 mai 2012, fiind succedat de Vladimir Putin. Medvedev și-a dat demisia, împreună cu restul guvernului, la 15 ianuarie 2020, pentru a permite președintelui rus să facă schimbări constituționale; el a fost succedat de Mihail Mișustin la 16 ianuarie 2020. În aceeași zi, Vladimir Putin l-a numit pe Dmitri Medvedev în funcția de vicepreședinte al Consiliului de Securitate.
Considerat ca fiind mai liberal decât predecesorul său și succesorul său ca președinte, Vladimir Putin (care a fost și prim-ministru în timpul președinției Medvedev), ordinea de zi a lui Medvedev în funcția de președinte a fost un program larg de modernizare, vizând modernizarea economiei și societății Rusiei și diminuarea dependenței țării de petrol și gaze. În timpul mandatului Medvedev, programul New START de reducere a armelor nucleare a fost semnat de Rusia și Statele Unite, Rusia a ieșit victorioasă în Războiul Ruso-Georgian și a ieșit din Marea Recesiune. Medvedev a inițiat o reformă a poliției ruse și a lansat o campanie anticorupție, în ciuda faptului că a fost acuzat de corupție însuși.

## Biografie

### Origini
Tatăl este Anatolii Afanasievici Medvedev (19 noiembrie 1926 - 2004), profesor la Institutul Tehnologic Leningrad Lensovet (actualul Universitatea Tehnologică de Stat din St Petersburg). Un descendent al țăranilor din gubernia Kursk, membru al PCUS(b) din 1952. Bunicul Afanasii Fiodorovici Medvedev (născut în 1904 în satul Mansurovo, districtul Șcigrovski, gubernia Kursk, a murit la 20 mai 1994), a fost un membru de partid din 1933. Participant la Marele Război Mondial, căpitan. În 1944, în baza ordinului 231 din 12/30/1944, căpitanul Medvedev A. F. a primit medalia "Pentru apărarea Caucazului".
Mama - Iulia Veniaminovna (născută pe 21 noiembrie 1939), fiica lui Veniamin Sergheevici Șapoșnikov și Melania Vasilievna Kovaliova; filolog, a predat la Institutul Pedagogic, A.I. Gherțen, și mai târziu a lucrat ca ghid în Pavlovsk. Predecesorii ei - Serghei Ivanovici și Ecaterina Nichiticina Șapoșnikov, Vasili Alexandrovici și Anfia Filipovna Kovaliov - vin din Alexeievka, regiunea Belgorod.

### Copilăria și tinerețea

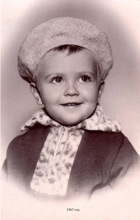
Dmitri Medvedev la 2 ani

S-a născut la 14 septembrie 1965 în Leningrad. El a fost singurul copil din familie, care locuia în zona Kupcino, din Leningrad (str. Bela Kuna 6).
Dmitri Medvedev menține contactul cu fosta sa școală numărul 305. Profesoara Vera Smirnova și-a amintit: "El foarte mult se străduia, și-a dedicat tot timpul pentru a studia. Rareori putea fi văzut afară cu băieții. Arăta ca un mic bătrânel".
Când a intrat în universitate, Dmitri Medvedev s-a întâlnit cu Nikolai Kropaciov (acum el este rectorul Universității de Stat din St. Petersburg), care l-a caracterizat astfel: "Un student bun și puternic. Practica sportul, în haltere. Chiar a câștigat ceva pentru facultate. Dar la cursuri era la fel ca toți ceilalți. Însă foarte străduitor". Primul vicepreședinte al Dumei de Stat, Oleg Morozov, a vorbit despre el ca fiind "tânăr, energic, mai bun nu poate fi".

### Activități de predare și cercetare
Din 1988 (1988-1990, ca student la doctorat) a predat dreptul civil și dreptul roman la Facultatea de Drept a Universității de Stat din Leningrad, apoi la Universitatea de Stat din St. Petersburg.
Din septembrie 2006, a condus Consiliul Internațional de Administrație al Școlii de Management din Moscova „Skolkovo”.

### Cariera în Sankt Petersburg
Din 1990 până în 1997 - a predat la Universitatea de Stat din St. Petersburg. În același timp, în perioada 1990-1995, a fost consilier al președintelui Consiliului Local din Leningrad al deputaților poporului, Anatoli Sobciak, apoi expert al Comisiei pentru relații externe al primăriei din Sankt Petersburg, al cărui președinte era Vladimir Putin. În Smolni, Medvedev a fost implicat în dezvoltarea și executarea de tranzacții, contracte și diverse proiecte de investiții. A terminat un stagiu în Suedia cu privire la problemele guvernamentale locale. Stanislav Belkovski, președintele Institutului de Strategie Națională, îl descrie pe Dmitri Medvedev ca pe o persoană flexibilă, moale, psihologic dependentă - întotdeauna confortabilă psihologic pentru Vladimir Putin. După părerea altora, Medvedev este "deloc slab, chiar foarte puternic".

### Cariera în Moscova

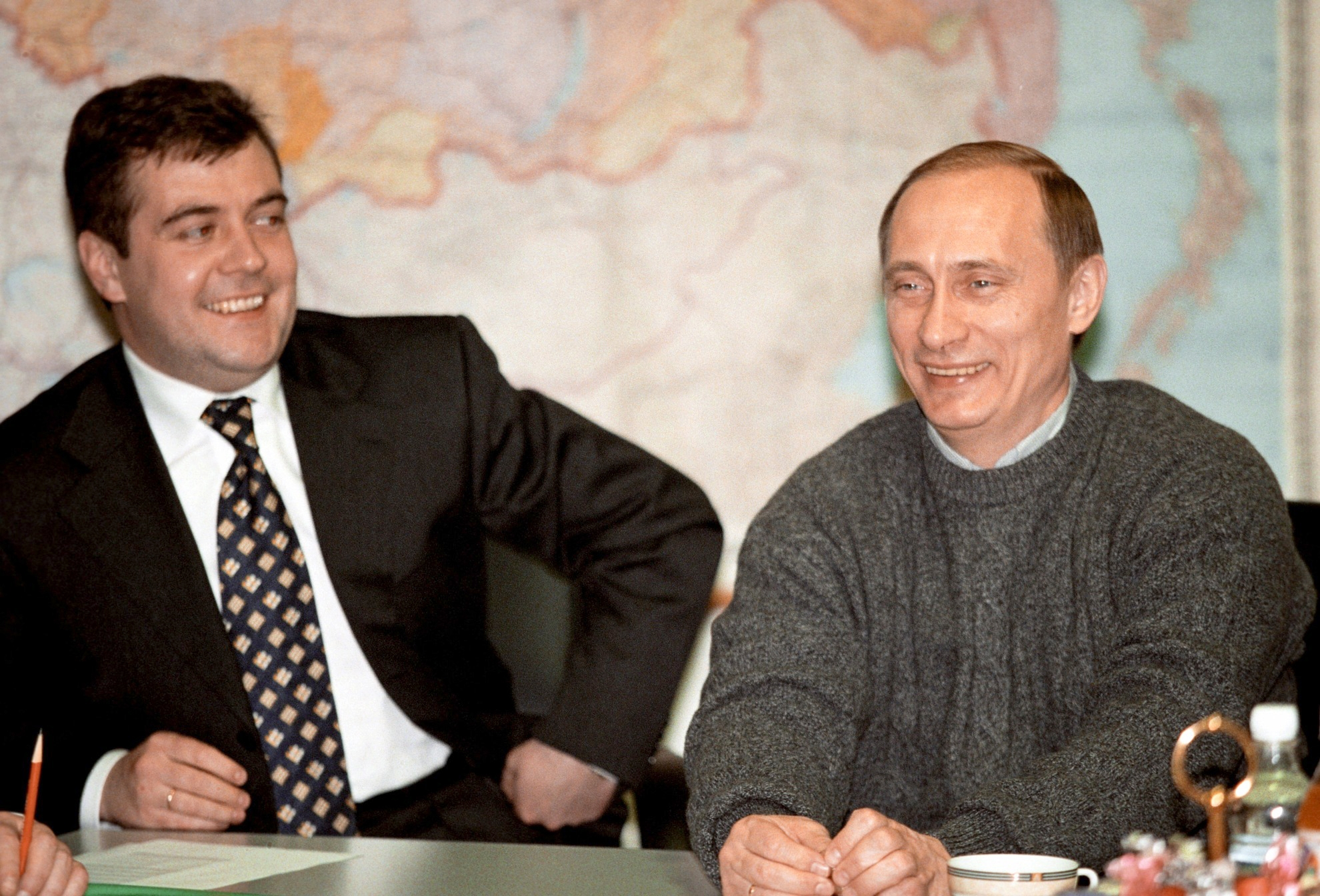
Dmitri Medvedev și Vladimir Putin, pe 27 martie 2000, a doua zi după victoria lui Putin în alegerile prezidențiale în 2000

În noiembrie 1999, a fost numit șef adjunct al Statului Major al Guvernului Federației Ruse, de către Dmitri Nicolaevici Kozak, și a fost invitat să lucreze la Moscova de către Vladimir Putin, care a devenit președintele Guvernului Federației Ruse.
Înainte de a deveni președinte, a deținut funcția de prim-vicepremier și a fost și director al gigantului petrolier Gazprom. Vladimir Putin l-a nominalizat drept candidat al partidului său, Rusia Unită, pentru alegerile prezidențiale din 2 martie 2008.
A câștigat alegerile prezidențiale din Rusia (cu 70,28% din voturi). devenind astfel președinte al Rusiei.
Este căsătorit cu Svetlana Vladimirovna Medvedeva și împreună au un fiu, Ilia Dimitrievici Medvedev (n. 1996).